# Paul Mendelssohn Bartholdy der Jüngere

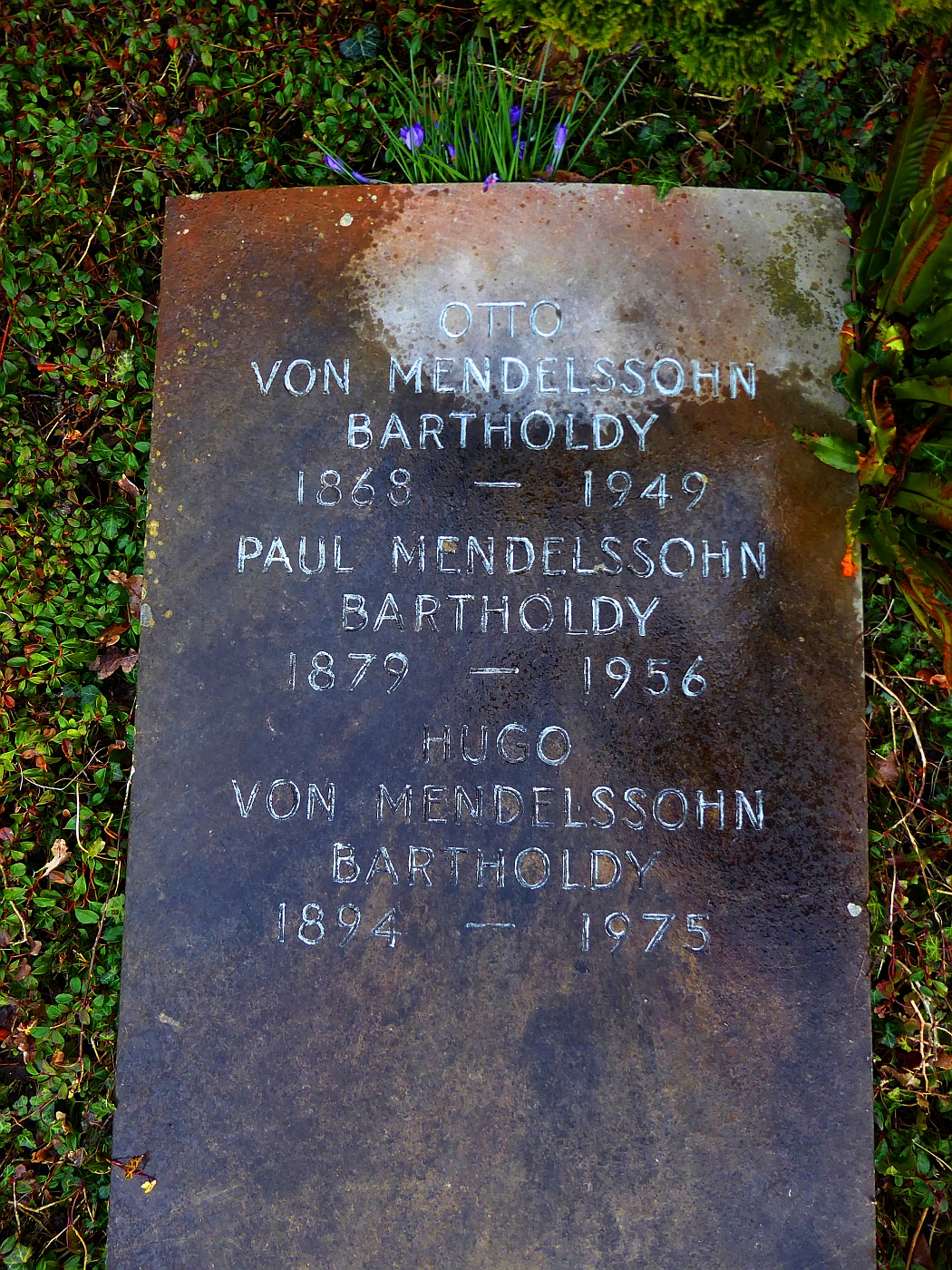
Grab auf dem Friedhof am Hörnli, Riehen, Basel-Stadt

Paul Mendelssohn Bartholdy der Jüngere (* 18. Juli 1879 in Charlottenburg b. Berlin; † 30. Dezember 1956 in Riehen in der Schweiz) war ein deutscher Chemiker und Industrieller. Er war Direktor des von seinem Vater und von Carl Alexander von Martius gegründeten chemischen Unternehmens Agfa, das in der I.G. Farben aufging. In der I.G. Farben war er Werksleiter und Direktor in der neu gebildeten Sparte III (Fotochemie). Durch „Arisierung“ und Judenverfolgung wurde er 1933 aus dem Unternehmen gedrängt und ging ins Exil nach England und in die Schweiz.

## Leben und Werk
Der aus der bekannten, anfänglich jüdischen Familie Mendelssohn stammende Paul Mendelssohn Bartholdy wurde in Charlottenburg geboren. Er war das jüngste von fünf Kindern seines gleichnamigen Vaters Paul Mendelssohn Bartholdy d. Ä., der einige Monate nach seiner Geburt am 17. Februar 1880 starb. Paul wurde getauft und im evangelischen Glauben erzogen. Sein ältester Bruder aus der ersten Ehe seines Vaters war der Privatbankier Otto Mendelssohn Bartholdy (1868–1949), der im Jahr 1907 geadelt wurde. Ihr Großvater väterlicherseits war der Komponist Felix Mendelssohn Bartholdy. Seine Mutter war Enole Mendelssohn Bartholdy, geb. Oppenheim (1855–1939).
Von 1889 bis zum Abitur 1899 besuchte Mendelssohn Bartholdy das Friedrichwerdersche Gymnasium in Berlin. Wie sein Vater wandte er sich der Chemie zu und wurde wie dieser darin promoviert. Die ersten beiden Semester 1899–1900 studierte Mendelssohn Bartholdy d. J. an der Universität Heidelberg bei Theodor Curtius, Emil Knoevenagel und dem Physiker Georg Hermann Quincke, um dann im Herbst 1900 nach Berlin zurückzukehren, wo er sein Studium an der Friedrich-Wilhelms-Universität (heute Humboldt-Universität) bei Emil Fischer, Siegmund Gabriel, Jacobus Henricus van ’t Hoff und Emil Warburg sowie an der Technischen Hochschule Charlottenburg (heute TU Berlin) bei Otto Nikolaus Witt fortsetzte. Im November 1904 bestand er am I. Chemischen Institut der Friedrich-Wilhelms-Universität das Examen. Im Juli 1907 folgte die bestandene Promotionsprüfung.
Sein Vater hatte 1867 zusammen mit Carl Alexander von Martius im Berliner Vorort Rummelsburg die Gesellschaft für Anilinfabrikation mbH gegründet, die 1873 zur Actien-Gesellschaft für Anilin-Fabrication wurde. Bis zum Tode des Vaters produzierte Agfa hauptsächlich Anilin und Anilinfarben. Nach 1880 erweiterte sich das Agfa-Tätigkeitsgebiet auf das Gebiet der Photographie unter der Leitung von Carl Alexander von Martius und Franz Oppenheim. Paul Mendelssohn Bartholdy wurde – wie sein Vater auch – Direktor der Agfa, ab 1925 dann der I.G. Farben, und leitete unter anderem die Produktion von Fotoplatten im Berliner Agfa-Werk. Er war längere Zeit in der 1909 gegründeten Agfa Filmfabrik Wolfen tätig, wo er den Anlauf der Produktion für den Rollfilm begleitete. Sein Halbbruder Otto von Mendelssohn Bartholdy war als Hauptaktionär der Agfa Aufsichtsratsmitglied, erst von Agfa, dann der I. G. Farben. Im Dezember 1921 heiratete er Johanna Nauheim (*1891 in London), eine englische Staatsbürgerin. 1926 erwarb er das Grundstück Rauchstraße 17 in Berlin-Tiergarten und ließ darauf die „Villa Mendelssohn Bartholdy“ errichten, die das Ehepaar 1927 bezog.
Zur Feier des 1929 bevorstehenden 200. Geburtstag von Moses Mendelssohn gründete die Berliner „Gesellschaft zur Wissenschaft des Judentums“ einen Ausschuss, der eine Gesamtausgabe der Schriften des Philosophen und Aufklärers zum Jubiläum vorbereiten sollte. Zu dem 31-köpfigen Ausschuss gehörten neben Paul Mendelssohn Bartholdy, seinem Halbbruder Otto von Mendelssohn Bartholdy und anderen Angehörigen der Familien Mendelssohn, Mendelssohn Bartholdy und Hensel auch Adolf von Harnack, Gründer und Präsident der Kaiser-Wilhelm-Gesellschaft (heute Max-Planck-Gesellschaft), der Philosoph Ernst Cassirer und der Historiker Heinrich Finke. Die Gesamtausgabe wurde 1932 mit dem 20. Band abgeschlossen.
Cécile, das einzige Kind von Paul und Johanna Mendelssohn Bartholdy, wurde am 8. Juni 1933 – gute vier Monate nach der Machtergreifung durch die Nationalsozialisten – in Berlin geboren. 1933 wurde Paul Mendelssohn Bartholdy aus dem Direktorenamt bei der I. G. Farben gedrängt. 1938 wurde die Familie zum Verkauf der Villa nebst Grundstück an das Deutsche Reich gezwungen. Die Villa der Familie wurde abgerissen, und das Grundstück wurde mit zwei angrenzenden Grundstücken zusammengelegt, um darauf das Gebäude der Jugoslawischen Gesandtschaft in Berlin zu errichten. Pauls Halbbruder Otto wurde als Hauptaktionär erst 1938 gezwungen, das Aufsichtsratmandat der I. G. Farben niederzulegen. Nach der Emigration hielt sich die Familie zeitweise in der Schweiz auf, bevor sie nach England gingen. Seine Frau Johanna starb 1948 in London. Nach dem Tod seiner Frau ließ sich Mendelssohn Bartholdy in der Schweiz nieder, wo er 1956 im Kanton Basel-Stadt verstarb.